# Forn de calç de Sant Marcel
El Forn de calç de Sant Marcel és una obra de Bellver de Cerdanya (Baixa Cerdanya) inclosa a l'Inventari del Patrimoni Arquitectònic de Catalunya.

## Descripció
Forn de calç situat en un talús situat sota l'església de Sant Marcel.
El forn té un diàmetre interior de 3 metres aproximadament. És cobert per vegetació arbustiva i arbòria, i parcialment enterrat per material argilós del talús on està situat.
A l'arcada d'entrada, sembla que ha una part de les pedres de la volta han cedit fa pocs anys.
L'ermita de Sant Marcel, és originària del segle x, amb modificacions importants posteriors.